# 続 一ダースなら安くなる
『続 一ダースなら安くなる』(Belles on Their Toes ) はアメリカ合衆国のフランク・バンカー・ギルブレス・ジュニアとアーネスト・ギルブレス・ケアリーによる1950年の書籍。フランク・バンカー・ギルブレス・シニアが亡くなる前を描いた1948年の『一ダースなら安くなる あるマネジメントパイオニアの生涯』の続編。この『続 一ダースなら安くなる』は父親であるフランク・バンカー・ギルブレス・シニアの死後の家族と、母親であるリリアン・モラー・ギルブレスが夫と共に行なってきた経営工学、時間動作研究、心理学の分野で第一人者でい続けるために彼らがどのように生活していったかが描かれている。1912年、ジフテリアのため5歳で亡くなった第二子のメアリーについてこの本で初めて言及されている。

## 参照
- 一ダースなら安くなる (映画) (1950年)
- 12人のパパ (2003年)